# Agamemnon cornutus
Agamemnon cornutus är en insektsart som först beskrevs av Hermann Burmeister 1838.  Agamemnon cornutus ingår i släktet Agamemnon och familjen Pseudophasmatidae. Inga underarter finns listade i Catalogue of Life.